# Гарнизон
Гарнизон (од француских речи garrison, garnir, што значи „опскрбити“, „опремити“, „посада") представља заједнички назив за све војне јединице стациониране на одговарајућој локацији, првенствено да би је браниле од потенцијалног непријатеља. Данас се често користи и као назив за матичну базу.
Локација на којој се гарнизон налази може бити град, утврђење, замак или томе слично. Реч гарнизон често се користи и као назив за место или град који има војне бараке или било какву базу. Гарнизон има своју команду, пратеће службе и свог војног заповедника. Начелно то је официр, заповедник неке од јединица гарнизона, који има највиши чин.
Појам гарнизона први пут се у историји појављује у XVI и XVII веку с циљем да опише стално стациониране одбрамбене трупе у неком замку или утврђењу.
У Израелу, примера ради, гарнизонска јединица је регуларна војна јединица која брани одређену зону као што су град, провинција, утврђење или чак само једну грађевину.